# آرمسترانگ (میزوری)
آرمسترانگ (به انگلیسی: Armstrong) یک شهر در ایالات متحده آمریکا است که در شهرستان هوارد، میزوری واقع شده‌است. آرمسترانگ ۲٫۱۲ کیلومتر مربع مساحت و ۲۸۴ نفر جمعیت دارد و ۲۵۸ متر بالاتر از سطح دریا واقع شده‌است.